# Shaanxi Yanchang Petroleum Group
Shaanxi Yanchang Petroleum Group, «Нефтяная группа Шэньси Яньчан» — китайская нефтегазовая компания. Штаб-квартира находится в Сиане, провинция Шэньси. Является государственной компанией, но имеет дочернюю структуру Yanchang Petroleum International Limited, акции которой котируются на Гонконгской фондовой бирже (SEHK: 346). В списке крупнейших компаний мира Fortune Global 500 за 2021 год заняла 234-е место.

## История
Компания была основана в 1905 году и считается старейшей нефтедобывающей компанией Китая. Первая скважина была пробурена в 1907 году, в октябре того же года начал работу нефтеперерабатывающий завод, производивший ламповое масло. В 1935 году компания вошла в подчинение Народно-освободительной армии Китая. В 1998 году была создана Yanchang Petroleum Industry Group («Группа нефтяной отрасли Яньчана»), в 2005 году переименованная в Shaanxi Yanchang Petroleum Group.
В 2008 году начал работу завод по производству синтетической резины, способный выпускать 20 млн автопокрышек в год; продукция под брендом Duraturn экспортируется в 80 стран мира.
В 2010 году была куплена доля в гонконгской компании Sino Union Energy Investment Corporation (основана в 2001 году), в 2012 году доля была увеличена до контрольного пакета, и компания была переименована в Yanchang Petroleum International; на то время основным её активом была концессия на 2 участка на Мадагаскаре.
В 2013 году была куплена канадская нефтедобывающая компания Novus Energy Inc. за 320 млн канадских долларов.
В 2018 году было завершено строительство новой штаб-квартиры, 217-метрового небоскрёба, 6-го по высоте в Сиане.

## Деятельность

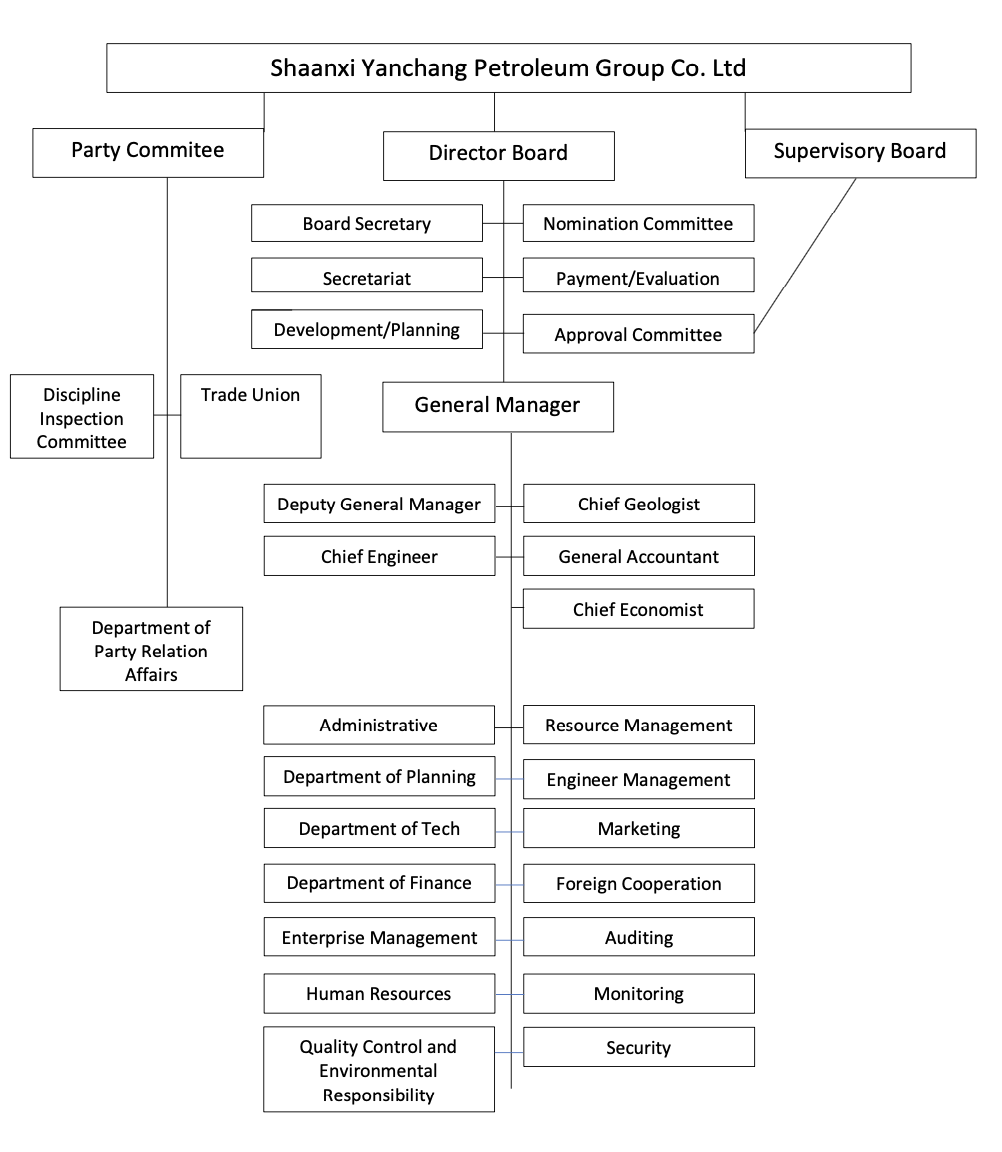
Структура компании

В группу входят предприятия по добыче нефти и газа, нефтепереработки, по производству нефтехимической продукции (метанола, полипропилена и др.), прокладке и обслуживанию трубопроводов. Большинство из них находятся в Сиане и населённых пунктах уезда Яньчан города Яньань.

## Yanchang Petroleum International
Yanchang Petroleum International является инвестиционным холдингом, он был создан в 2001 году и зарегистрирован на Бермудских островах, штаб-квартира находится в Гонконге. Рыночная капитализация компании на Гонконгской фондовой бирже составляет около 1 млрд гонконгских долларов ($130 млн), выручка за 2021 год — 20 млрд гонконгских долларов ($2,6 млрд).
Основная составляющая холдинга — канадская нефтегазодобывающая компания Novus Energy Inc., её годовая добыча составляет 409 тыс. баррелей нефти и 12,41 млн м³ природного газа. Также в холдинг входят две компании по сбыту нефтепродуктов в Китае — Henan Yanchang Petroleum Sales Co., Ltd. и Yanchang Petroleum (Zhejiang FTZ) Ltd.